# ОР-2

Жидкостный ракетный двигатель ОР-2 конструкции Ф. А. Цандера

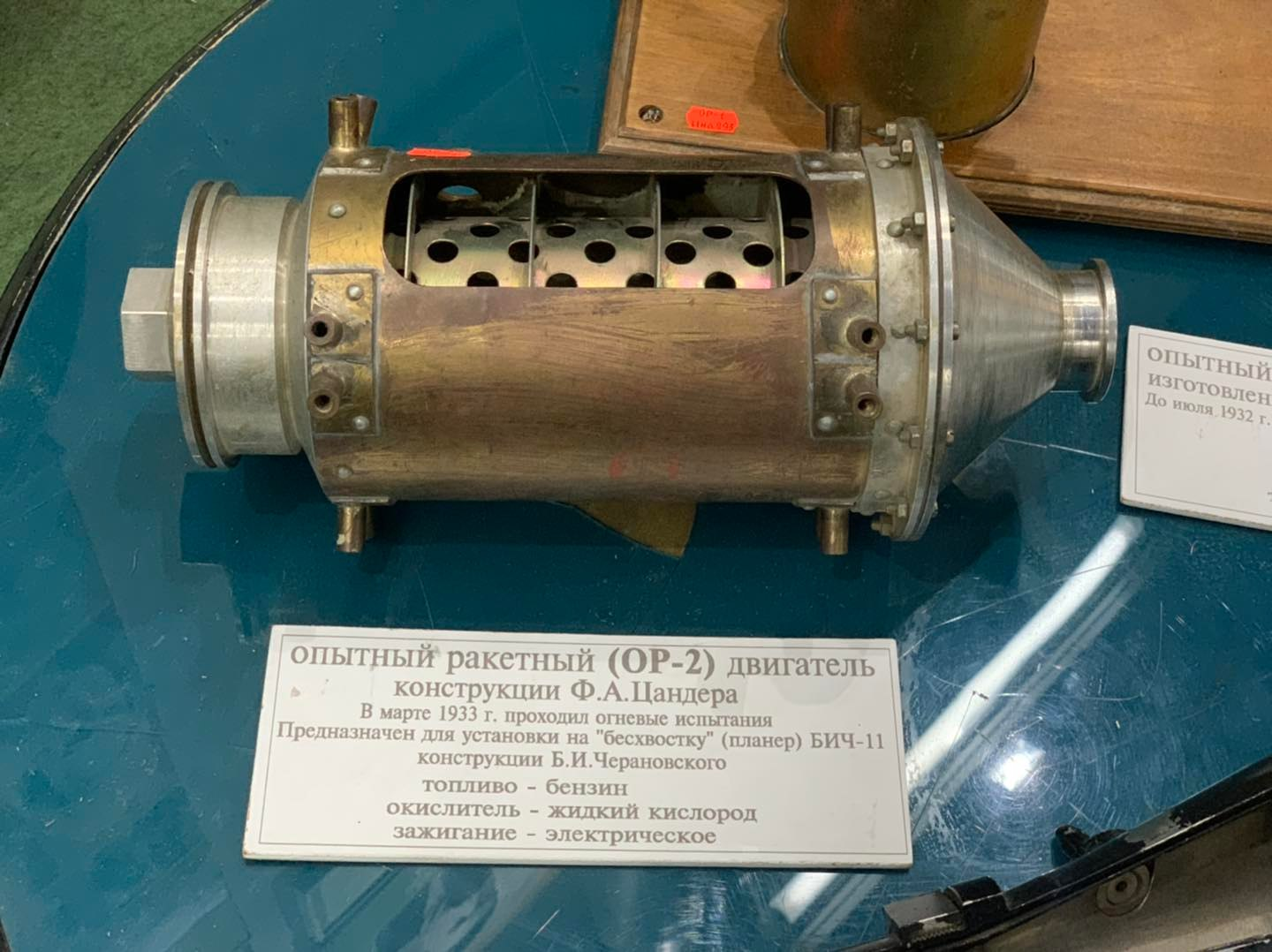
ОР-2 в ЦДАиК

ОР-2 — жидкостный ракетный двигатель конструкции Ф. А. Цандера. Предназначался для установки на бесхвостый ракетоплан РП-1 конструкции Б. И. Черановского.
Первый жидкостный ракетный двигатель конструкции Ф. А. Цандера (ОР-2) с проектной тягой 50 кгс, охлаждением сопла водой, а камеры сгорания — газообразным кислородом был изготовлен в МосГИРД в декабре 1932 года и испытан на кислородно-бензиновом топливе в марте 1933 года без участия его автора, умершего в том же месяце. При первых испытаниях двигатель разрушался.
Учениками Цандера ОР-2 был переконструирован, бензин заменен этиловым спиртом для снижения температуры газов и облегчения охлаждения, введена керамическая облицовка камеры, а шифр двигателя изменен на 02.